# Форт Вермилион
Форт Вермилион (енгл. Fort Vermilion) је насеље сеоског типа на крајњем северу канадске провинције Алберта и део је статистичке регије Северна Алберта. Насеље има функцију административног седишта општине са посебним статусом Округ Макензи. 
Насеље је основано као трговачко утврђење на северној обали реке Пис 1788. и најстарије је европско насеље у провинцији Алберти. Његов оснивач био је истраживач Александар Макензи. Најближе насеље је варош Хај Левел на око 77 км северозападно, док административни центар провинције Едмонтон лежи 661 км јужније. 
Према резултатима пописа становништва из 2011. у селу је живело 727 становника у 278 домаћинстава, што је за 1,8% више у односу на попис из 2006. када је регистровано 714 житеља.
На супротној обали реке, неких 6 км низводно од насеља налази се мањи аеродром. 

## Становништво
| 2011. |
| ----- |
| 727   |